# Wikipedia w języku hindi
Wikipedia w języku hindi – edycja Wikipedii tworzona w języku hindi, założona w lipcu 2003 roku.
Na dzień 1 maja 2007 roku edycja ta liczyła 10 411 artykułów. W rankingu wszystkich edycji językowych opublikowanym w tym dniu zajmowała 60. pozycję.